# Rockstar (Loredana)
Rockstar è un singolo della rapper kosovaro-svizzera Loredana, pubblicato il 23 ottobre 2020 come secondo estratto dal secondo album in studio Medusa.

## Video musicale
Il video musicale è stato reso disponibile il 23 ottobre 2020, in concomitanza con l'uscita del brano.
È stato girato in Valle d'Aosta, tra il Lago di Place-Moulin e Courmayeur, con l'artista che interpreta il pezzo su Skyway.

## Tracce
Testi di Loridana Zefi, musiche di Joshua Allery e Laurin Auth.
1. Rockstar – 2:14

## Formazione
- Loredana – voce
- Macloud – produzione
- Miksu – produzione

## Classifiche
| Classifica (2020) | Posizione massima |
| ----------------- | ----------------- |
| Austria           | 26                |
| Germania          | 17                |
| Svizzera          | 24                |